# Thecocarcelia novella
Thecocarcelia novella là một loài ruồi trong họ Tachinidae.